# 長孫詮
長孫詮（約636年—659年），一作长孙铨，唐朝驸马，岐州（今陕西凤翔）刺史长孙操的儿子，河南洛阳人。

## 生平
长孙铨与长孙皇后是同一个高祖父（长孙稚），官居尚辇奉御。贞观二十三年（649年）二月初六，娶唐太宗最幼女新城公主。显庆四年（659年），长孙无忌的倒台，长孙诠的姐姐还嫁给了支持长孙无忌的韩瑗。长孙诠被流放巂州（今四川越西县）后，被当地地方官杀死。

## 传记资料
- 《唐会要》
- 《新唐書》列传第八·公主传